# Годдард, Джо (бейсболист)
Джозеф Гарольд Годдард (англ. Joseph Harold Goddard; родился 23 июля, 1950 года, Бекли, Западная Виргиния) — американский бейсболист, кэтчер. Выступал в Главной лиге бейсбола (МЛБ).

## Биография
Родился в Элкинсе, Западная Виргиния. Выпускник Университета Маршалла, где играл за бейсбольную команду. В 8 раунде драфта МЛБ 1971 года был выбран командой «Сан-Диего Падрес». В 1972 году был поднят в основной состав. Дебютировал 31 июля в матче против «Хьюстон Астрос», трижды выйдя на биту, но не отметившись результативными действиями. Первый хит выбил 13 сентября против Ларри Диркера, поставив бант. В той же игре, уже против Тома Гриффина, выбил граунд-аут, но Джонни Грабб сумел добраться до дома, что принесло Годдарду RBI. Всего в том сезоне сыграл 12 матчей, 35 раз выйдя на биту и выбив 7 хитов. Позднее вернулся в низшие лиги, где завершил карьеру в 1976 году.
После завершения карьеры вернулся в родной округ Роли, где стал тренером в Независимой старшей школе в Коул-Сити. Женат, имеет двух детей. В 2015 году был включён в Зал спортивной славы Маршалла.